# Экстер, Александра Александровна
Алекса́ндра Алекса́ндровна Эксте́р (в девичестве Григоро́вич; 6 [18] января 1882, Белосток, Гродненская губерния — 17 марта 1949[…], Фонтене-о-Роз, Иль-де-Франс, Франция) — русская и французская художница-авангардистка. Работала в стилях кубофутуризм и супрематизм, кроме живописи занималась графикой, дизайном, была художником театра. Одна из основоположниц стиля «ар-деко».

## Биография
Родилась в городе Белостоке Гродненской губернии (ныне — Польша) в еврейской семье. Отец — коллежский асессор Александр Аврамович Григорович. В 1885 году семья переехала в Смелу, затем в Киев. Обучалась в Киеве в гимназии Св. Ольги, которую окончила в 1899 году.
С 1901 по 1903 годы, а также, как вольнослушатель, с 1906 по 1908 годы занималась в Киевском художественном училище, где познакомилась с Аристархом Лентуловым, Александром Архипенко и другими молодыми художниками.
В 1903 году прервала занятия в училище и вышла замуж за двоюродного брата, адвоката Николая Евгеньевича Экстера. В те же годы организовала в своём доме салон-мастерскую, ставший местом встреч представителей киевского авангардного искусства.
В 1907 году уехала в Париж, где стала заниматься в парижской академии Гранд-Шомьер и посещать класс портретиста Карло Дельваля. Во время этой поездки у неё сложились дружеские отношения с Пабло Пикассо и Гийомом Аполлинером.
С 1908 по 1914 год жила в разных городах Российской империи (Москва, Киев, Одесса, Петроград), много путешествуя по Европе.
В 1908 году организовала в Киеве вместе с Давидом Бурлюком выставку «Звено» (в составе художественной группы «Венок—Стефанос»).
В 1912 году в Италии познакомилась с художником-футуристом Арденго Соффичи, а через него — с ведущими авангардистами этой страны, принимала участие в их выставках.
Принимала участие в большинстве наиболее значительных выставок авангардного искусства в России (выставки Бубнового валета — февраль 1912 года, Союза молодежи, Трамвай В и др.), Франции (Салон Независимых — март 1912-го и др.), в Италии. В 1913 году принимала участие в организации «Кольца» — художественной группы кубофутуристичиского направления. В 1914 году принимала участие в организации и в выставке «Кольца» в Киеве. В 1915 году вступила в группу Казимира Малевича Супремус.
В 1915—1916 годах вместе с другими художниками-супрематистами работала с крестьянами в художественной артели села Вербовка (руководитель — её ученица Нина Генке) и села Скопцы (руководитель Наталья Давыдова).
В 1916 году для издательства «Центрифуга» приготовила так и не изданный альбом гуашей «Разрыв. Движение. Вес». В следующем году для того же издательства выполнила обложку книги И. Аксёнова «Пикассо и окрестности».
Увлекалась декоративно-прикладным искусством — создавала рисунки на платьях, платках, скатертях, подушках, декоративных ширмах, абажурах.
После смерти мужа в 1918 году в Киеве вместе с И. Рабиновичем открыла мастерскую декоративно-прикладного искусства, в которой занимались П. Челищев, А. Тышлер, Н. Шифрин, А. Петрович и др.; готовила эскизы костюмов для танцевальных и балетных номеров Брониславы Нижинской, сестры В. Нижинского, открывшей в Киеве танцевальную «Школу движения».
В 1920 году переехала в Москву, где вышла замуж за драматического актёра Георгия Георгиевича Некрасова.
В 1921 году оформила постановку «Ромео и Джульетты» для Камерного театра, разработала образцы рисунков ситца для промышленного производства, сотрудничала с Мастерской современного костюма, а затем — с ателье мод «Москвошвея», работая и над созданием парадной формы для Красной армии. В 1922 году оформила «Записки режиссёра» Александра Таирова и книга Я. Тугенхольда «Искусство Дега».
Вместе с Верой Мухиной оформила в 1923 году павильоны «Известий ЦИК и ВЦИК СССР» и «Красной нивы» для 1-й Всероссийской сельскохозяйственной и кустарно-промышленной выставки в Москве. В 1924 году приняла участие в организации советского павильона на XIV Международной биеннале искусств в Венеции. В 1925—1930 годах по приглашению Ф. Леже преподавала в Академии современного искусства в Париже.
Берлинская галерея «Штурм» в 1927 году организовала её первую персональную выставку. На следующий год состоялась её персональная выставка в Лондоне — в «Claridge Gallery» («Галерея Клэридж»). Ещё через год в Париже — в «Галерее у Четырёх дорог» («Galerie des Quatre Chemins») — прошла выставка «Александра Экстер. Театр. Макеты, декорации, костюмы».
С 1930 года поселилась в пригороде Парижа Фонтенбло. В Советскую Россию больше не возвращалась. В 1930—1940-е годы всё меньше внимания уделяла станковому творчеству, основными направлениями её работы стали оформление интерьеров, роспись керамической посуды. В эти годы вышел альбом «Александра Экстер. Театр Декорации» (1930) с предисловием А. Таирова.
В 1930-е годы создала свои знаменитые работы в области книжной графики. Условно они делятся на два направления. Первое — книги, «выполненные от руки», по заказу библиофилов, тиражом от одного до пяти экземпляров; среди них выделяется своим колористическим решением, пластикой, шрифтами и орнаментами «Ода к Вакху» Горация (1937). Второе — детские книги Мари Кольмон для парижского издательства «Фламмарион»: «Мой сад» («Mon jardin», 1936), «Панорама реки» («Panorama du fleuve», 1937), «Панорама берега» («Panorama de la côte», 1937), «Панорама горы» («Panorama de la montagne», 1938). «Мой сад» представляет собой набор листов с картинками для вырезания — деревья, кусты, клумбы, цветы, плоды, детали фонтана и ограды, которые должны быть наклеены в соответствии со специально сочинённой схемой. Цель же остальных трёх книг — показать всё, что связано с морем, горами и реками. Колорит книг Экстер — бесконечные градации ярких, звонких цветов, плавно переходящих из одного в другой и равномерно распределённых на плоскости. В основе конструкции лежит один и тот же принцип — это «книги-раскладушки», составленные из восьми или десяти квадратных листов 25х25 см. Композиция книг чётко рассчитана. С лицевой стороны — сплошное динамичное изображение, полностью покрывающее поверхность листа (спуск с вершины горы к подножью, движение реки от истока к морю, изменение берега от юга к северу); с обратной стороны — текст в графических квадратах, не зависимых друг от друга.
Умерла 17 марта 1949 года в Фонтене-о-Роз под Парижем.

## Творчество

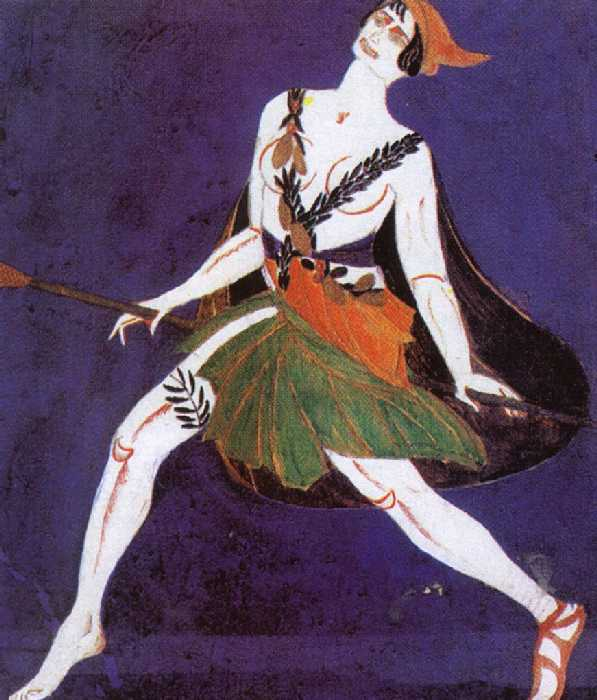
Эскиз костюма менады к драме И. Ф. Анненского «Фамира-кифаред». 1916, акварель, гуашь

Как художник театра и кино работала над спектаклями Московского камерного театра А. Я. Таирова («Фамира Кифаред» И. Ф. Анненского (1916), «Саломея» О. Уайльда (1917)), «Ромео и Джульетта» У. Шекспира (1921), а также над неосуществленным спектаклем по пьесе А. Сухово-Кобылина «Смерть Тарелкина», фильмами («Аэлита» Я. А. Протазанова) и др.
В качестве дизайнера по костюмам сотрудничала с Московским ателье мод, работала над созданием парадной формы Красной Армии (1922—1923).
В 1924—1925 годах участвовала в оформлении Советского павильона на XIV Международной выставке в Венеции и подготовке экспозиции советского отдела Всемирной выставки современного индустриального и декоративного искусства («Арт Деко») в Париже.
В начале 1930-х годов Александра Экстер начала работать в направлении Les Livres Manuscrits — создание уникальных, выполненных от руки книг, каждая страница которых имеет авторский автограф. Эти книги Экстер делала, как правило, в одном, изредка — в трех-пяти экземплярах.
Персональные выставки Александры Экстер — Берлин (1927), Лондон (1928), Париж (1929), Нью-Йорк (1930), Прага (1937).

## Адреса
Киев

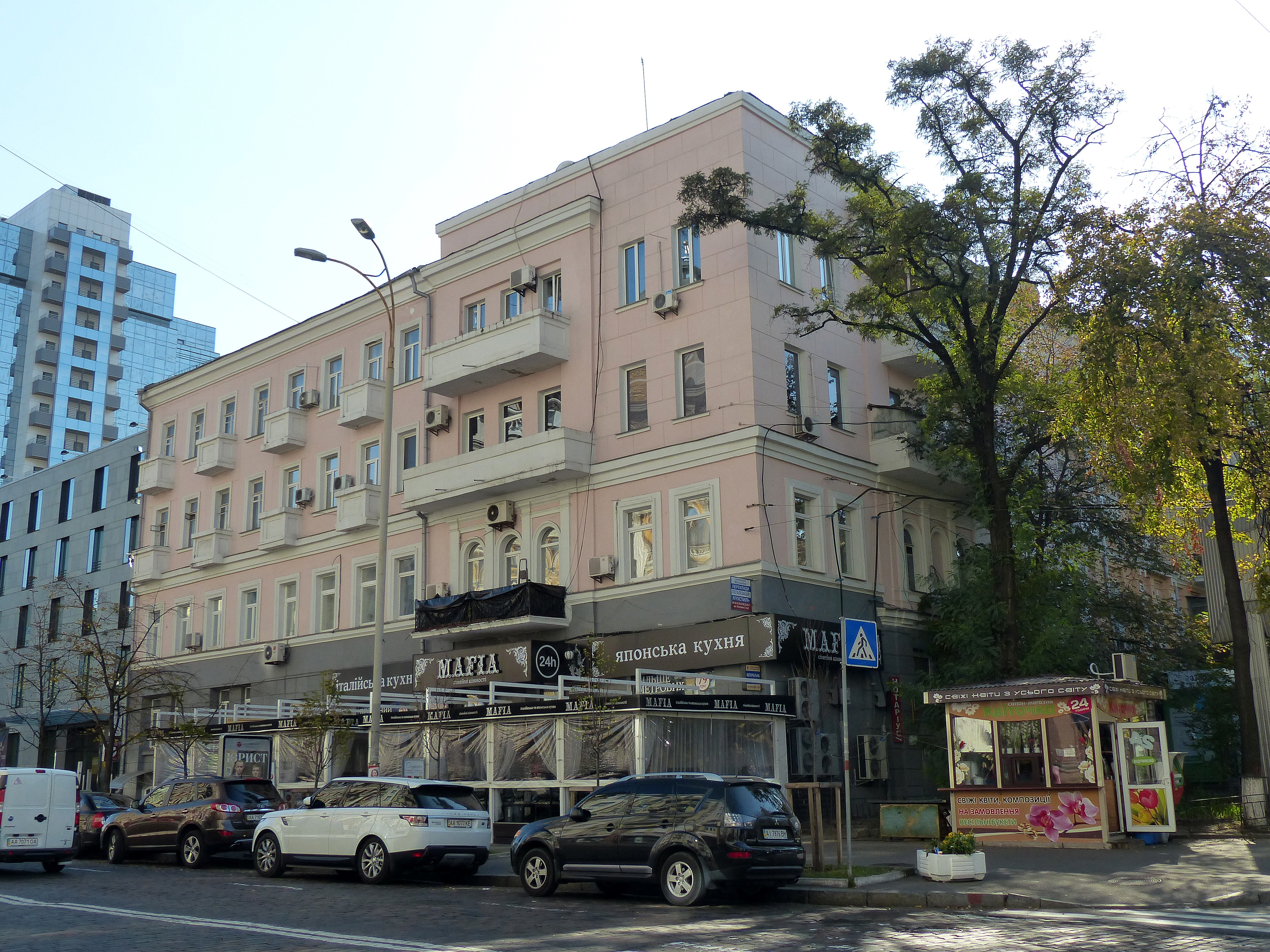
Дом в Киеве по ул. Гимназическая 1 (ныне Богдана Хмельницкого, 27/1), где 1905—1920 жила Экстер; в 1918—1919 здесь располагалась её мастерская живописи

- 1905 (или 1906)—1920 — жилой дом, Гимназическая улица, 1 (ныне улица Леонтовича, 1/27)[9]. Экстер проживала на втором этаже дома. Переехала на эту квартиру к своему мужу Николаю Экстеру, отец которого был владельцем дома, гласным городской думы, школьным учителем гимнастики. В 1918—1919 годах в доме размещалась её мастерская живописи, где работали художники: Вадим Меллер, Анатолий Петрицкий, Александр Тышлер, Любовь и Григорий Козинцевы, Сергей Юткевич; бывали писатели Илья Эренбург, Бенедикт Лифшиц, Осип Мандельштам, Виктор Шкловский[10].

## Память
Улица Александры Экстер (бывшая улица Марины Цветаевой) — улица в Деснянском районе города Киева, жилой массив Вигуровщина-Троещина.

### Альбомы и каталоги
- Nakov Andréi. Alexandra Exter: [Catalogue]. — Paris: Galerie Jean Chauvelin, 1972.
- Александра Экстер: Путь художника. Художник и время: [Альбом] / Г. Ф. Коваленко. — М.: Галарт 1993. — 287 с. — ISBN 5-269-00056-3

### Монографии
- Коваленко Георгий. Александра Экстер, Alexandra Exter [ в 2-х томах, том 1], Монография ; Страниц — 303, с. ил., портр., цв. ил., портр. — Текст парал. англ.. — ISBN 978-5-91611-018-0. Москва, 2010
- Коваленко Георгий. Александра Экстер, Alexandra Exter [в 2-х томах, том 2], Монография ; Страниц — 361, с. ил., портр., цв. ил., портр. — Текст парал. англ.. — ISBN 978-5-91611-018-0. Москва, 2010
- Сеславинский, М. В. Рандеву: Русские художники во французском книгоиздании первой половины XX века: альбом-каталог. — Москва: Астрель, 2009. — 504 с. — ISBN 978-5-94829-036-2.
- Сеславинский, М.В. Французские библиофильские издания в оформлении русских художников-эмигрантов (1920—1940-е годы): монография. — М.: ИД Университетская книга, 2012. — 254, [6] с.: ил. — ISBN 978-5-454-00003-5
- Dmytro Horbachov, John E. Bowlt, Jean Chauvelin, Nadia Filatoff. Alexandra Exter. Monograph [1882-1949]. Иллюстраций: 600. Страниц: 448. ISBN 2-914388-27-6

### Статьи
- Коваленко Георгий. Александра Экстер в Париже // Театр. — 1992. — № 2. — С. 103—122.
- Коваленко Георгий. «Цветная динамика» Александры Экстер (из бывш. собрания Курта Бенедикта) // Памятники культуры: Новые открытия. Письменность. Искусство. Археология: Ежегодник. 1994. — М., 1996. — С. 356—365.
- Коваленко Г. Ф. Александра Экстер: «Цветовые ритмы» // «Амазонки авангарда»  / Ответственный редактор Г. Ф. Коваленко; Государственный институт искусствознания Министерства культуры Российской Федерации. — М.: Наука, 2004. — С. 198—215. — ISBN 5-02-010251-2.
- Наков А. Она была единственной, кого Малевич допускал в свою мастерскую // Культура. — 10—16 ноября 2005. — № 44 (7503).
- Коваленко Г. Ф. Бронислава Нижинская и Александра Экстер // «Вопросы театра». — 2014. — Вып. 3—4. — С. 293—322.

### Интервью
- Ларина Ксения, Трефилова Анна. Музей современного искусства. Выставка Александры Экстер «Ретроспектива»: Интервью Георгия Коваленко в программе «Музейные палаты» // Эхо Москвы. — 2010. — 5 июня.